# 一色漆器
一色漆器是通體光素一色，不加任何紋飾的漆器。一色漆器主要有朱、黑、黃、綠、紫色，其中又以朱、黑、紫色最為普遍。

## 一色金漆
明朝黃成在《髹飾錄》中把金漆也歸類為一色漆器，稱其為“金髹”、“渾金漆”或“貼金箔”，做法是在朱色、黃色或黑色等漆面上刷黏漆，然後把金箔或金粉黏上去。此技法常用於佛像、漆盤、漆碗、漆盒、漆匣。

## 歷史
一色是比較早出現的漆器工藝，最早出現於原始社會，而一色金漆比其他顏色的一色工藝出現較晚。宋朝時，一色漆器頗為盛行。